# モーツァルト!
『モーツァルト!』（Mozart!）は、オーストリア出身のクラシック作曲家モーツァルトの生涯を描いた、ウィーン発のミュージカル。『エリザベート』を製作した脚本・作詞のミヒャエル・クンツェ、作・編曲のシルヴェスター・リーヴァイが共同で製作した。ハリー・クプファーが監督を務めて1999年にアン・デア・ウィーン劇場で初演。2001年までに419公演が行われ、42万人を動員した。2015年から2016年にかけて、ウィーンにおいて新演出での再演が行われた。オーストリア国外では、ドイツ、日本、ハンガリー、スウェーデン、チェコ、韓国、中国（ウィーン版のツアー公演）で上演されている。

## あらすじ
ザルツブルクの宮廷楽士であるレオポルト・モーツァルトとその娘ナンネールは、錚々たる名士たちが集まる貴族の館で、今、幼い息子がピアノを弾くのを目の当たりにしている。5歳にして作曲の才が花開いたその子ヴォルフガング・アマデウス・モーツァルトは、"奇跡の子"と呼ばれていた。
歳月は流れて、ヴォルフガングは故郷ザルツブルクで音楽活動を続けている。傍にはいつも、奇跡の子と呼ばれた頃のままの“才能の化身・アマデ”が寄り添い、作曲にいそしんでいた。しかし、青年ヴォルフガングは、ザルツブルクの領主であるコロレド大司教に仕えて作曲をすることに嫌気がさしていた。「大司教に逆らうな」という父と意見が衝突。ついには自分を束縛する大司教に、怒りを爆発させてしまう。
ヴォルフガングは名声と自由な音楽活動を求めて、母親と共にザルツブルクを出るが、幼い時のように持て囃されることはなかった。逆に旅費を使い果した上に、旅先で母を亡くしてしまう。失意のうちに故郷に帰ってきたヴォルフガングは、幼少からヴォルフガングの音楽の才能を見抜いていたヴァルトシュテッテン男爵夫人の援助を受けて、ウィーンで音楽活動をする決意をあらたにする。ヴォルフガングはウィーンに移り住み、知人のウェーバー一家の娘であるコンスタンツェとの愛情を急速に深めていく。しかし、コロレド大司教の謀略によって、演奏の機会をことごとく絶たれてしまう。ヴォルフガングは再び大司教と対決。二人の関係はついに決裂する。
大司教との決裂後、ヴォルフガングはウィーンの社交界で話題を呼んでいた。コンスタンツェとも結婚、仕事も精力的にこなし、ヴォルフガングにとって故郷に残してきた父と姉の存在がどんどん薄くなるのだった。レオポルトは息子の成功を誇りに思う反面、その思い上がりを感じ取る。しかしヴォルフガングは父の苦言を聞き入れようとしない。二人はついに心を通い合わせることなく、レオポルトはウィーンを後にする。
オペラ『魔笛』を成功させ、音楽家としての頂点を極めるヴォルフガングの前に、謎の人物が現れ、『レクイエム』の作曲を依頼する…。

## 主な登場人物
- ヴォルフガング：主人公。
- レオポルト：ヴォルフガングの父。
- ナンネール：ヴォルフガングの姉。
- コンスタンツェ：ヴォルフガングの妻。
- コロレド大司教：ザルツブルクの領主。
- アマデ：才能の化身であり、ヴォルフガングの分身。※子役が演じる。
- ヴァルトシュテッテン男爵夫人：ウィーン貴族。ヴォルフガングの才能を認め、ウィーンへと招く。
- セシリア・ウェーバー：コンスタンツェの母。
- アルコ伯爵：コロレド大司教に仕える貴族。
- シカネーダー：劇団を持つヴォルフガングの友人。

## 日本公演

### スタッフ
- 製作:東宝
- 演出・訳詞:小池修一郎
- 音楽監督:甲斐正人
- 振付:前田清実
- 歌唱指導:山口正義 やまぐちあきこ
- 美術:松井るみ
- 照明:笠原俊幸
- 衣裳:有村 淳
- ヘアメイク:宮内宏明
- ウィッグ製作:スタジオAD
- 音響:大坪正仁
- 映像:奥 修太郎
- 舞台監督:廣田 進
- 演出助手:小川美也子 末永陽一
- 指揮:宇賀神典子
- オーケストラ:東宝ミュージック/ダット・ミュージック
- 稽古ピアノ:國井雅美 栗山 梢
- 制作:廣木由美 細川ゆう子
- 翻訳協力:萬代倫子
- プロダクション・コーディネーター:小熊節子
- プロデューサー:岡本義次 坂本義和 篠崎勇己

### 劇場
2002年（初演）
- 2002年10月5日～10月31日 - 日生劇場
- 2002年11月5日～11月20日 - シアター・ドラマシティ
- 2002年12月3日～12月29日 - 帝国劇場

2005年
- 2005年6月4日～6月26日 - 梅田芸術劇場
- 2005年7月4日～8月26日 - 帝国劇場
- 2005年10月5日～10月30日 - 中日劇場
- 2005年11月5日～11月30日 - 博多座

2007年
- 2007年11月19日～12月25日 - 帝国劇場

2010年
- 2010年11月6日～12月24日 - 帝国劇場
- 2011年1月8日～1月25日 - 梅田芸術劇場
- 2011年1月29日～1月30日 -金沢歌劇座

2014年
- 2014年11月8日～12月24日 - 帝国劇場
- 2015年1月3日～1月15日 - 梅田芸術劇場

2018年
- 2018年5月26日～6月28日 - 帝国劇場
- 2018年7月5日～7月15日 - 梅田芸術劇場
- 2018年8月1日～18日 - 御園座

2021年
- 2021年4月8日～5月6日 - 帝国劇場
- 2021年5月14日～5月17日 - 札幌文化芸術劇場hitaru
- 2021年5月25日～6月7日 - 梅田芸術劇場

2024年
- 2024年8月～9月 - 帝国劇場
- 2024年10月 - 梅田芸術劇場
- 2024年11月 - 博多座

### キャスト
| 年   | ヴォルフガング      | レオポルト | ナンネール | コンスタンツェ                                                       | コロレド 大司教 | ヴァルトシュテッテン 男爵夫人                                            | セシリア   | アルコ伯爵 | シカネーダー | アマデ                                |
| ---- | ------------------- | ---------- | ---------- | -------------------------------------------------------------------- | --------------- | ------------------------------------------------------------------------ | ---------- | ---------- | ------------ | ------------------------------------- |
| 2002 | 井上芳雄 中川晃教   | 市村正親   | 高橋由美子 | 松たか子 西田ひかる                                                  | 山口祐一郎      | 久世星佳                                                                 | 阿知波悟美 | 花王おさむ | 吉野圭吾     | 石川楓 内野明音 鶴岡良                |
| 2005 | 井上芳雄 中川晃教   | 市村正親   | 高橋由美子 | 西田ひかる（大阪・東京） 木村佳乃（東京） 大塚ちひろ（名古屋・福岡） | 山口祐一郎      | 久世星佳（大阪・東京） 香寿たつき（大阪・東京） 一路真輝（名古屋・福岡） | 阿知波悟美 | 花王おさむ | 吉野圭吾     | 伊藤渚 川綱治加来 黒沢ともよ 高橋愛子 |
| 2007 | 井上芳雄 中川晃教   | 市村正親   | 高橋由美子 | hiro (島袋寛子)                                                      | 山口祐一郎      | 香寿たつき 涼風真世                                                      | 阿知波悟美 | 武岡淳一   | 吉野圭吾     | 真嶋優 田澤有里朱 野本ほたる          |
| 2010 | 井上芳雄 山崎育三郎 | 市村正親   | 高橋由美子 | 島袋寛子（SPEED）                                                    | 山口祐一郎      | 香寿たつき 涼風真世                                                      | 阿知波悟美 | 武岡淳一   | 吉野圭吾     | 黒木璃七 坂口湧久 松田亜美            |
| 2014 | 井上芳雄 山崎育三郎 | 市村正親   | 花總まり   | 平野綾 ソニン                                                        | 山口祐一郎      | 香寿たつき 春野寿美礼                                                    | 阿知波悟美 | 武岡淳一   | 吉野圭吾     | 内田未来 柿原りんか 日浦美菜子        |
| 2018 | 山崎育三郎 古川雄大 | 市村正親   | 和音美桜   | 平野綾 生田絵梨花 木下晴香                                           | 山口祐一郎      | 涼風真世 香寿たつき                                                      | 阿知波悟美 | 武岡淳一   | 遠山裕介     | 大河原爽介 加藤憲史郎 小河原美空      |
| 2021 | 山崎育三郎 古川雄大 | 市村正親   | 和音美桜   | 木下晴香                                                             | 山口祐一郎      | 涼風真世 香寿たつき                                                      | 阿知波悟美 | 阿部裕     | 遠山裕介     | 設楽乃愛 鶴岡蘭楠 深町ようこ          |
| 2024 | 古川雄大 京本大我   | 市村正親   | 大塚千弘   | 真彩希帆                                                             | 山口祐一郎      | 涼風真世 香寿たつき                                                      | 未来優希   | 中⻄勝之   | 遠⼭裕介     | 白石ひまり 星 駿成 若杉葉奈           |

### 日本公演関連メディア
- CD

「モーツァルト！（日本初演ライブ盤）」（2002年、東宝）※廃盤

「モーツァルト！（ハイライト・スタジオ録音盤）」（2005年、東宝）
- Blu-ray/DVD

「モーツァルト！【井上芳雄Ver.】【山崎育三郎Ver.】」（2015年、東宝）
「モーツァルト！【山崎育三郎Ver.】【古川雄大Ver.】」（2021年、東宝）